# Obrium coomani
Obrium coomani là một loài bọ cánh cứng trong họ Cerambycidae.